# Breitflügelbussard
Der Breitflügelbussard (Buteo platypterus) ist ein kleiner, aber kompakt und robust wirkender Greifvogel der Gattung Buteo innerhalb der Unterfamilie der Habichtartigen (Accipitridae). Er erscheint in einer hellen Farbmorphe und einer dunklen. Dunkelmorphige Vögel, deren Gefieder fast zeichnungslos schwarzbraun erscheint, sind jedoch sehr selten. Obwohl der Breitflügelbussard eine charakteristische Art der südostkanadischen und ostamerikanischen Laub- und Mischwälder ist, ist über die Biologie, der während der Brutzeit sehr verborgen und heimlich lebenden Art, wenig bekannt.
Alle Breitflügelbussarde des nordamerikanischen Festlandes sind Zugvögel mit Überwinterungsgebieten vom südlichen Florida bis zum nördlichen und nordzentralen Südamerika, südwärts bis ins zentrale Bolivien. Sie ziehen in großen Gruppen. Vor allem auf dem Wegzug sind tausende Migranten an bestimmten Engstellen ihrer Zugstraßen zu beobachten. Die Inselendemiten sind Standvögel.
B. platypterus ist vor allem ein Lauerjäger, der von einer gut getarnten Sitzwarte aus Beutetiere erspäht und am Boden oder in der Luft schlägt. Sein vielfältiges Beutespektrum umfasst Säugetiere bis zur Größe eines Kaninchens, Vögel, Reptilien, Amphibien und große Insekten.
Die Art wurde 1823 von Louis Pierre Vieillot erstbeschrieben. Er nannte sie Breitflügeliger Sperlingsfalke (Sparvius platypterus). 1901 wurde Buteo platypterus die gültige Bezeichnung. Neben dem nominotypischen Taxon, das die Bussarde des Festlands umfasst, werden 5 weitere Unterarten beschrieben, die allesamt Inselendemiten sind.
Laut IUCN ist der Gesamtbestand der Art nicht gefährdet (LC = Least concern). Über die Inselendemiten liegen nur wenige Daten vor, doch ihre an und für sich kleinen Bestandszahlen könnten vor allem durch Habitatsverlust bedroht sein. Von der auf Puerto Rico beheimateten Unterart B. p. brunnescens sollen 1994 nur mehr 124 Individuen gelebt haben.

## Aussehen
Der Breitflügelbussard ist mit einer Länge von 34 – 44 Zentimetern ein kleiner Vertreter der Gattung. Er ist wesentlich kleiner als der in Mitteleuropa sehr häufige Mäusebussard, dem er in vielen Färbungsdetails des Oberseitengefieders ähnelt. Seine Körpermasse schwankt, abhängig von Geschlecht, Jahreszeit und Ernährungszustand, zwischen 265 und 560 Gramm. Seine Größe und sein Gewicht entsprechen etwa denen einer Saatkrähe. Die Geschlechter unterscheiden sich in der Färbung nicht, wohl aber in Hinblick auf Größe und Gewicht. Weibchen der Nominatform sind im Durchschnitt um 8 % größer und um bis zu 17 % schwerer als Männchen. Die Spannweite großer Weibchen erreicht annähernd 100 Zentimeter. Der reverse Größen- und Gewichtsdimorphismus ist bei den Inselrassen bedeutend schwächer ausgeprägt. Die Art erscheint vor allem in einer hellen Farbmorphe. Dunkelmorphige Individuen sind sehr selten; unter ziehenden Breitflügelbussarden waren weniger als ein Promille melanistisch. Vor allem in Alberta scheinen Schwärzlinge etwas häufiger vorzukommen. Intermediär gefärbte Individuen wurden bisher nicht beschrieben.
Der Breitflügelbussard ist relativ charakteristisch gezeichnet und auch aufgrund seiner Größe gut bestimmbar. Als Verwechslungspartner kommt vor allem der sympatrische Rotschulterbussard in Frage, der aber größer und langbeiniger ist und durch die rötlichbraune Färbung der Flügeldecken sowohl auf der Ober- als auch auf der Unterseite sehr gut gekennzeichnet ist.

### Helle Morphe

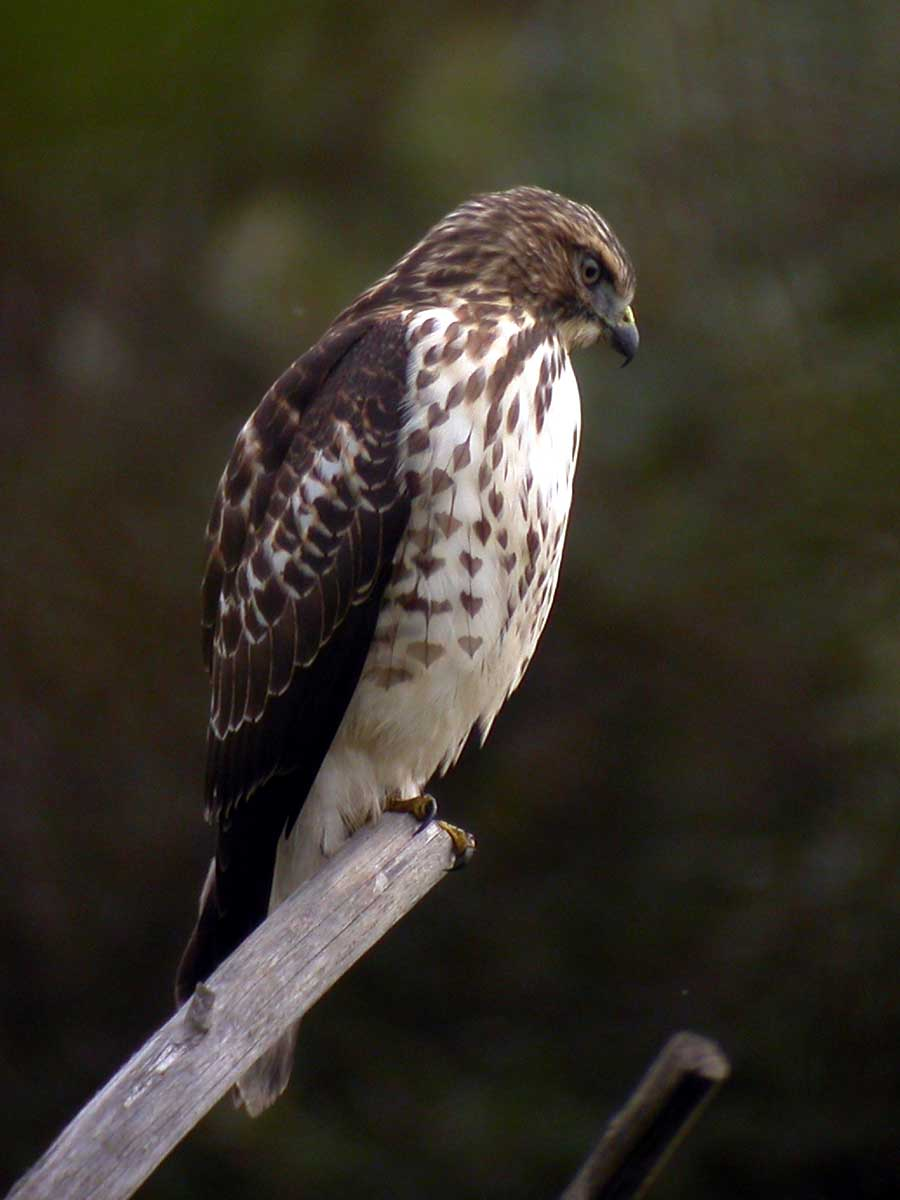
Immaturer Breitflügelbussard (Helle Morphe)

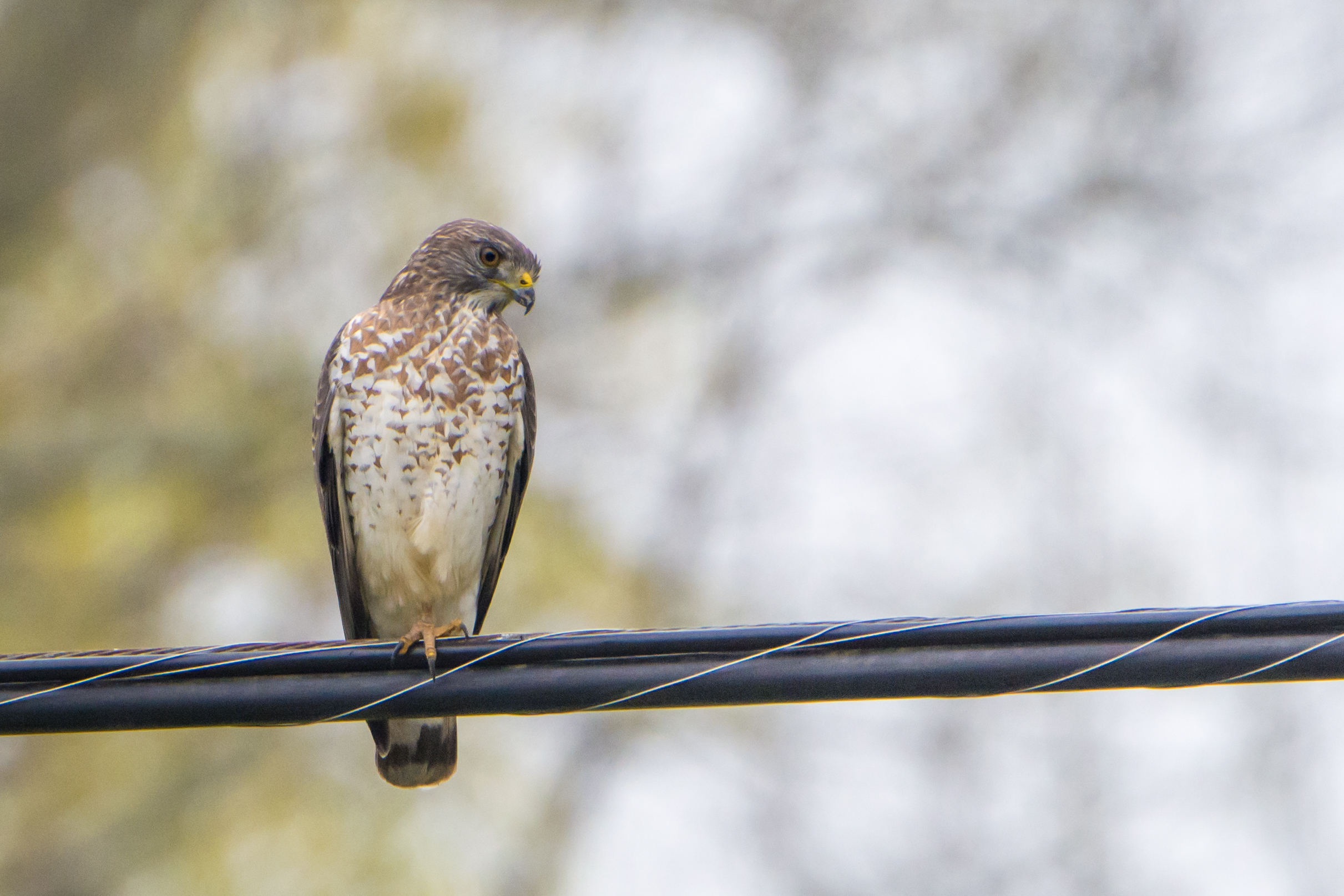
Helle Variante eines adulten Individuums

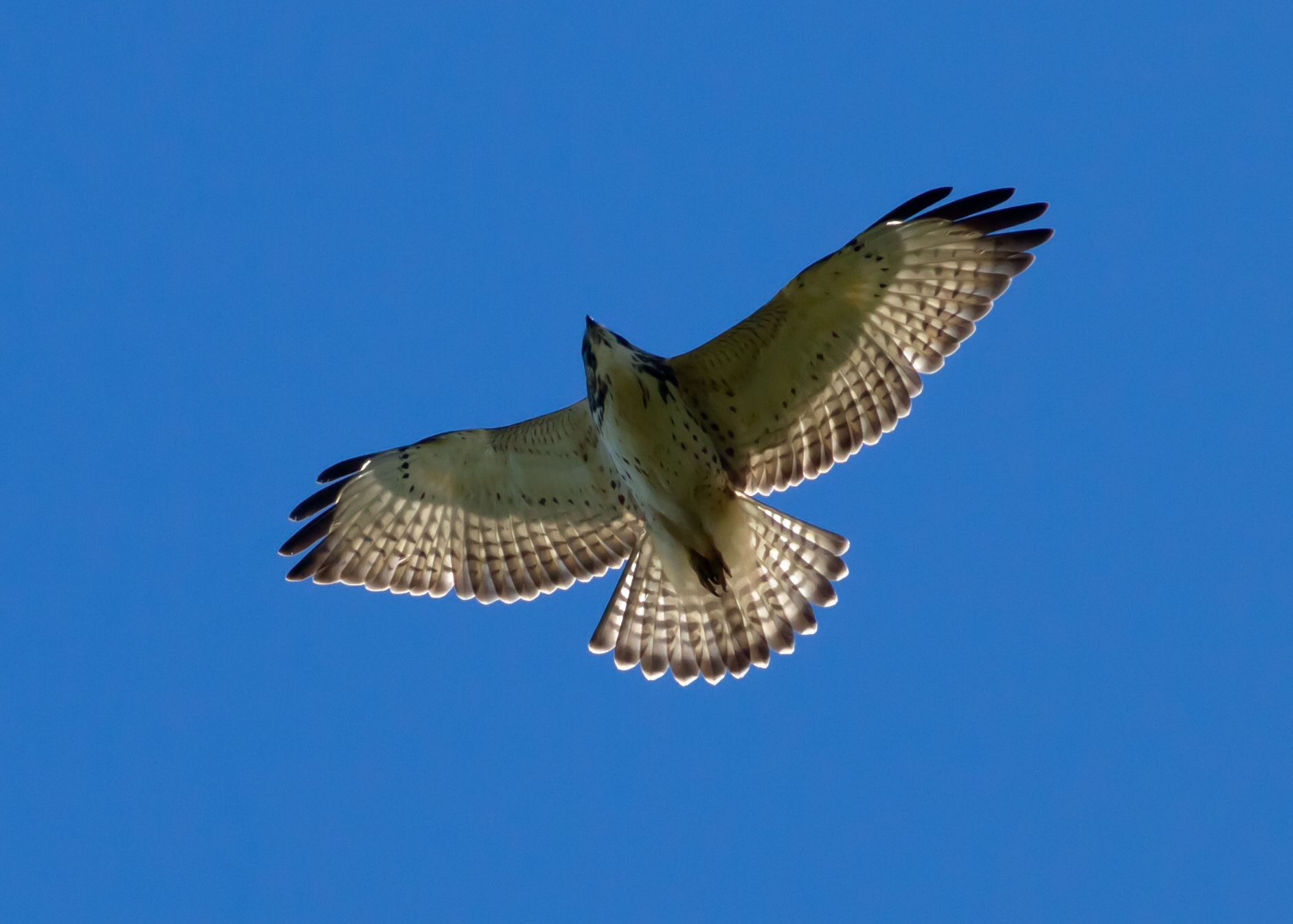
Juveniler Breitflügelbussard im Flug. Charakteristisch die graue Randung der Schwingen, die unvollkommene Linierung der Unterflügeldecken und das graue Subterminalband

Wie bei vielen Arten der Gattung ist die Färbung hellmorphiger Breitflügelbussarde variabel. Vor allem die Grundtönung des Oberseitengefieders erscheint in unterschiedlichen Helligkeitsabstufungen, und die Zeichnung des Brust- und Bauchgefieders ist in Intensität und Farbgebung von Individuum zu Individuum verschiedenartig. Typische Exemplare sind auf der Oberseite gescheckt dunkelbraun, auf der Unterseite auf cremeweißem Grund rötlichbraun gefleckt.
Das Nacken- und Scheitelgefieder weist oft weiße, zumindest aber wesentlich hellere Federnschäfte auf, sodass es strähnig weiß durchzogen erscheint. Häufig sind ein cremefarbener Überaugenstreif und ein dunkler Malarstreif erkennbar. Mantel und Rücken sind beim sitzenden Vogel meist einheitlich dunkel bräunlichgrau. Die helleren Randungen der meisten Deckfedern und ihre schwarzbraunen Einschlüsse sind im Detail nur aus der Nähe erkennbar, bestimmen jedoch den gescheckten Gesamteindruck. Bürzel und Oberschwanzdecken sind auf cremeweißem Grund auffällig dunkel rötlichbraun gesprenkelt, die auf der Oberseite cremefarben gebänderten Steuerfedern sind schwarz. Beim sitzenden Vogel ist meist nur das breite Mittelband sichtbar, beim fliegenden mit gespreizten Steuerfedern zwei weitere. Die Flügel sind auf der Oberseite weitgehend einheitlich graubraun, wobei die Deckfedern etwas dunkler sind als die dunkel gerandeten Schwingen. Am dunkelsten sind die gefingerten, äußeren Handschwingen. Die Kehle ist weiß; oft weist sie einen markanten, dunklen Mittelstrich auf, oder ist unterschiedlich stark schwarz gestrichelt. Die übrige Unterseite ist auf fast reinweißem Grund in sehr variabler Intensität rostbraun gefleckt oder gewellt, wobei der Brustbereich am intensivsten gefärbt ist, der Bauchbereich jedoch oft nur eine spärliche rostbraune Sperberung aufweist. Die breiten, gebuchteten Flügel sind auf der Unterseite sehr hell, fast weiß; die Unterflügeldecken sind unterschiedlich stark rostbraun oder braun gestrichelt oder mehrreihig liniert, die deutlich grauschwarz gerandeten Schwingen fein linear, hellgrau gezeichnet. Die äußersten Handschwingen sind fast bis zur Hälfte schwarz. Die schwarzen, fein weiß geendeten Steuerfedern des leicht gerundeten Schwanzes weisen zwei vollständige reinweiße Bänder auf. Die bis zum Intertarsialgelenk befiederten, flauschig rötlichbraun gebänderten Beine sind orangegelblich, die Krallen schwarz. Der Schnabel ist schwarz oder hornfarben bläulichschwarz, an seiner Basis auffällig von einer gelben Wachshaut umgeben. Die Iris ist zimtfarben bis kastanienbraun.

### Dunkle Morphe
Bis auf den Schwanz, der in seiner Oberseitenfärbung dunkel gefärbten hellmorphigen Individuen gleicht, ist die gesamte Oberseite dunkel, düster, braunschwarz. Nur im Nackengefieder können sich einige weiße Strähnen zeigen. Auch die Unterseite ist fast zeichnungslos braunschwarz. Im Flug kontrastieren auf der Unterseite die fast schwarzen Unterflügeldecken scharf mit den silberfarbenen, schwarzgrau gerandeten Schwingen. Die Unterseite des Schwanzes ist wie bei hellmorphigen Bussarden gefärbt, doch sind die Weißanteile weniger leuchtend.

### Jugendgefieder
Juvenile sind auf der Oberseite matt graubraun gefärbt. Häufig weisen die mittleren Oberflügeldecken weißliche Färbungselemente auf, die beim sitzenden Vogel in diesem Flügelbereich ein angedeutet bandförmiges Zeichnungselement bilden können. Nacken und Kopf sind braunweiß gesträhnt. Meist ist ein cremefarbener Überaugenstreif auffällig. Die gesamte Unterseite ist auf mattweißem Grund braun getropft oder speerspitzenartig gezeichnet. Die Steuerfedern sind farblich gleich, aber wesentlich kontrastärmer als die Adulter gefärbt und merklich länger. Der Schnabel ist grauschwarz, die Beine sind hellgelb und die Iris ist zuerst hellbraun, später so wie die ausgefärbter Individuen.
In ihrer Körperbefiederung unterscheiden sich juvenile, melanistische Breitflügelbussarde von adulten kaum. Bürzel und Unterschwanzdecken sind jedoch variabel kastanienbraun gestreift und die Unterseitenfärbung der Flügel ähnelt der dunkler hellmorphiger Vögel.

### Mauser
Die erste Komplettmauser in das Jugendgefieder beginnt mit etwa 10 Tagen mit dem Durchbrechen der Hand- und Armschwingen. Im Alter von 50 Tagen ist das Jugendgefieder voll ausgebildet. Die erste Mauser in das Erwachsenengefieder erfolgt im Frühjahr des nächsten Jahres. Bei etwa 14 % der Vögel ist dies eine Komplettmauser; diese erscheinen danach im Erwachsenengefieder. Die überwiegende Mehrzahl vermausert zwar weitgehend die Schwingen und Steuerfedern aber nur unterschiedliche Teile der Deckfedern und des Körpergefieders; spätestens im September ist diese Mauser beendet. Bei ihnen sind auch noch im zweiten Herbst und Winter Merkmale des Jugendgefieders erkennbar. In das definitive Erwachsenengefieder vermausern Breitflügelbussarde im darauffolgenden Frühjahr. Bei Weibchen setzt diese Mauser während der Brutzeit ein, bei Männchen nach deren Abschluss. Wenn sie nicht vor dem Wegzug abgeschlossen ist, wird sie während des Zuges unterbrochen und im Winterquartier abgeschlossen. Zwischen diesen weitgehend polulationskonform erfolgenden Hauptmauserungen können individuell sehr unterschiedliche Teilmauserungen erfolgen.

## Lautäußerungen
Breitflügelbussarde sind während des gesamten Jahres ruffreudig, doch aufgrund der vorherrschenden Rufcharakteristik akustisch nicht auffällig. Charakteristisch ist ein sehr heller und feiner, quietschend wirkender, lang gezogener Ruf, der typischerweise zweifach intoniert wird. Der zweite, lang gezogene Teil ist etwa eine halbe Oktave tiefer als die Intonation; häufig endet er mit einem singvogelartigen Zwitschern. Dieser Ruf wird in vielfältigen Variationen situativ angepasst und scheint weitgehend die universelle Lautäußerung dieser Art zu sein.

## Verbreitung

### Brutgebiet

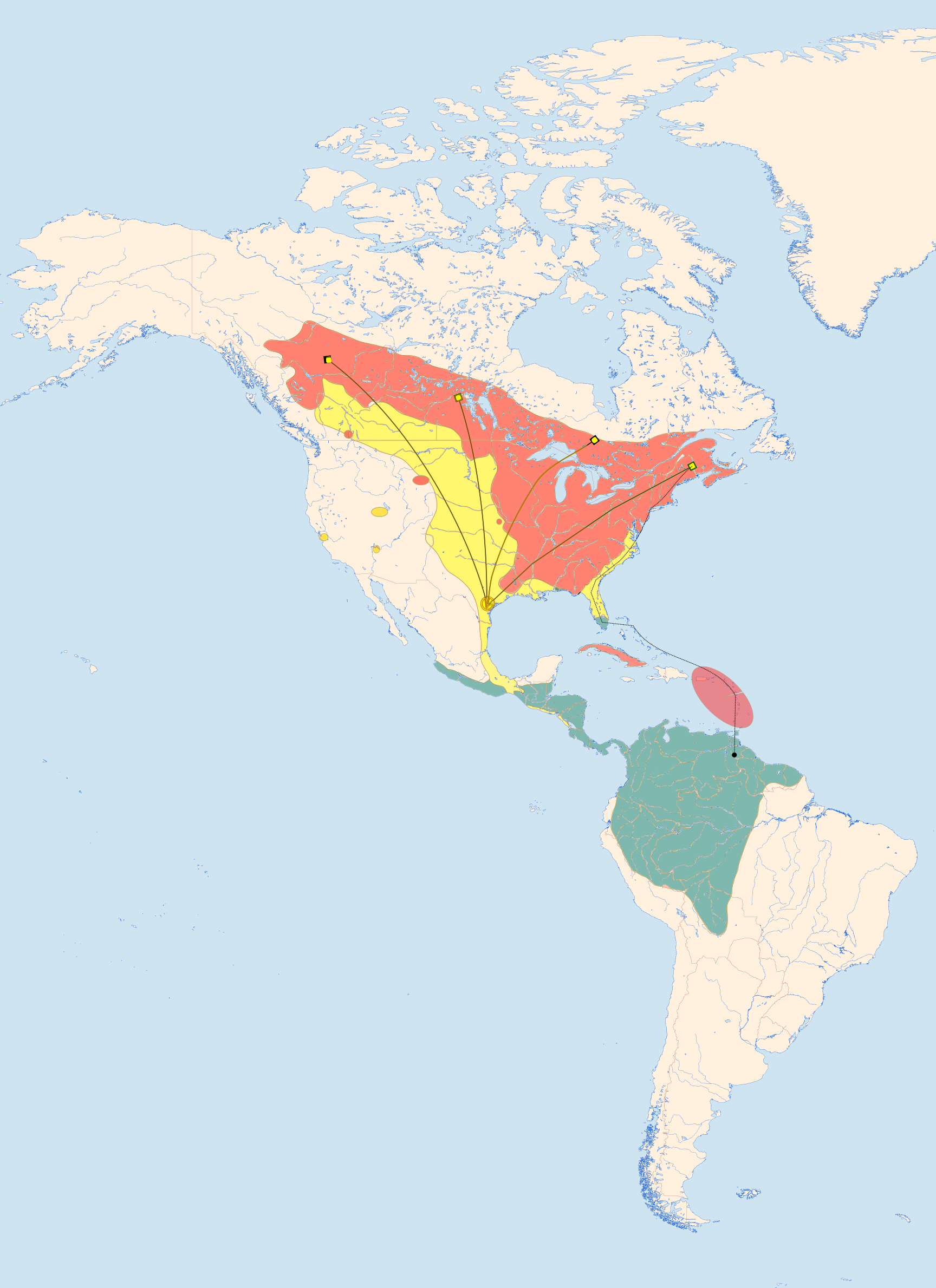
Verbreitungsgebiet des Breitflügelbussards. Pink: Brutgebiet (Sommer); grünlich: Überwinterungsgebiet; gelb: Zugkorridor; Linien: Zugrichtungen

Bis auf die Inselendemiten in der Karibik liegt das Verbreitungsgebiet der Art im südlichen Kanada und in den östlichen und südöstlichen USA. Vorkommen westlich der Rocky Mountains bestehen nicht und bestanden auch in früherer Zeit nicht.
Die nordwestlichsten Brutgebiete liegen in den südlichsten Bereichen der kanadischen Provinzen Yukon und Nordwestterritorien. Sehr lückenhaft brütet die Art in British Columbia; nach Osten hin wird die Brutverbreitung in Alberta, Saskatchewan und Manitoba geschlossener und dichter und setzt sich bis an die Atlantikküste fort. Die Nordgrenze liegt in Manitoba bei etwa 50° Nord und steigt an der Atlantikküste auf etwa 53° Nord an. Brutgebiete befinden sich auch auf Nova Scotia und der Prinz Edward Insel. Keine geeigneten Habitate findet der Breitflügelbussard entlang eines Streifens an der Atlantikküste von Virginia südwärts bis Georgia. In Florida bestehen nur im äußersten Norden einige Brutvorkommen.
Von Nord nach Süd ist Westgrenze des Brutgebietes in den Vereinigten Staaten annähernd ident mit den Westgrenzen der Bundesstaaten Minnesota, Iowa, Missouri, Arkansas und Louisiana. Im Norden kommt die Art auch im nordöstlichen Norddakota vor, in den zentralen und südlichen USA in den östlichen Regionen von Kansas, Oklahoma und Texas. Eine großräumig von anderen Brutvorkommen isolierte Verbreitungsinsel besteht zwischen den Bundesstaaten Wyoming und Süddakota, eine kleinere im südöstlichen Alberta. Außer diesem weitgehend geschlossenen Brutgebiet werden immer wieder Einzelbruten in geeigneten Habitaten weiter westlich festgestellt.
In der Karibik ist Kuba lückig besiedelt und sehr fragmentiert Puerto Rico. Die weiteren Vorkommen sind dem Abschnitt Systematik zu entnehmen. Bislang nicht bestätigt sind Brutzeitbeobachtungen aus Hispaniola, Barbados und Trinidad.

### Überwinterungsgebiet
In den USA bestehen Überwinterungsgebiete im südlichen Florida und im südöstlichsten Louisiana. In Mexiko überwintert die Art an der Pazifikküste
zwischen Colima und Oaxaca. Bis auf Yucatán und einem Streifen an der Pazifikküste Mittelamerikas sind die Überwinterungsgebiete von Chiapas an über das gesamte Mittelamerika südostwärts bis Kolumbien, Venezuela und die Guayanastaaten Überwinterungsgebiet. Südwärts wurde die Art bis auf die Pazifikküste und ihr Hinterland in weiten Teilen Ecuadors und Perus, bis in das ostzentrale Bolivien festgestellt. Regelmäßig werden Überwinterer in den brasilianischen Bundesstaaten Amazonas und Rondônia beobachtet. Einzelne Meldungen aus Mato Grosso, Rio de Janeiro und Rio Grande do Sul deuten darauf hin, dass die Überwinterungsgebiete in Brasilien ausgedehnter sind als bisher angenommen.

### Lebensraum

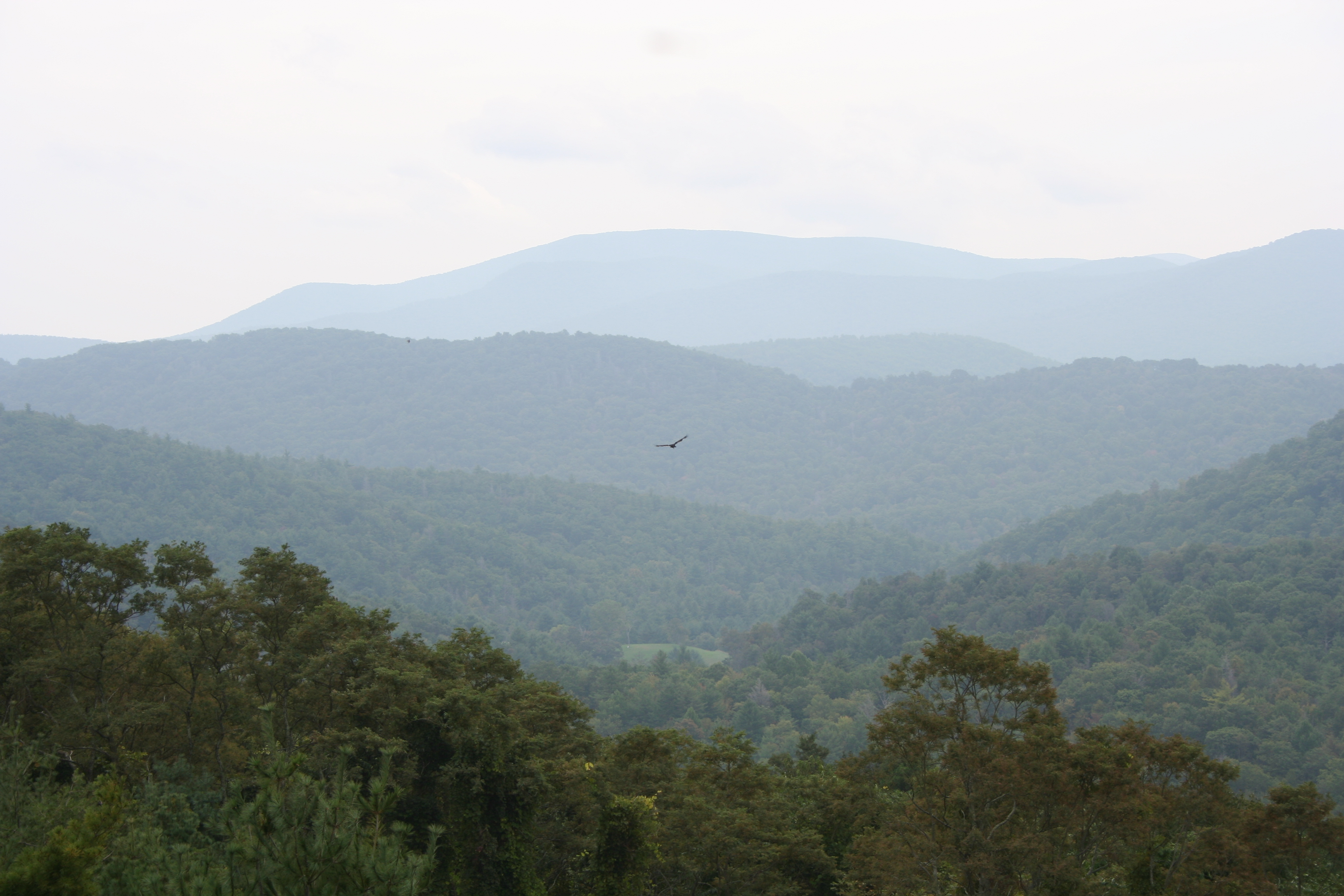
Geschlossene Laubwälder mit eingestreuten Lichtungen, wie hier in den Blue Ridge Mountains sind ein bevorzugter Lebensraum der Art

Der Breitflügelbussard ist eine Art der Laub– oder Mischwälder mit weitgehend geschlossenem Kronendach. Dort bewohnt er Randzonen, die an Offenflächen angrenzen oder Waldgebiete, in die Lichtungen eingestreut sind. Im gesamten Lebensraum ist eine deutliche Präferenz zu Habitaten in Wassernähe festzustellen; auch Hanglagen scheinen gegenüber flachen Arealen bevorzugt zu werden. Gebiete, die an Agrarflächen angrenzen, werden zwar nicht gänzlich gemieden, doch bevorzugt die Art ungestörte und weitgehend ungenutzte Gebiete. In den südlichen, eher trockenen Brutgebieten nistet B. platypterus auch in flussbegleitenden Gehölzen. Die Bruthabitate der Inselrassen umfassen immergrüne Berg- und Sekundärwälder. Er besiedelt auch unterschiedliche Plantagen und brütet gelegentlich in montanen Buschlandschaften. Auf Puerto Rico brütet die Art bevorzugt in feuchten, baumbestandenen Karstgebieten, die an Weideflächen oder entstehenden Sekundärwald angrenzen.
Auch im Winter kommt die Art ausschließlich in bewaldeten, zumindest aber buschbestandenen Gebieten vor. Nur auf dem Durchzug erscheint sie auch in weitgehend baumlosen Ökosystemen wie Llanos oder Páramo. Beobachtungen stammen aus mit Lichtungen oder Rodungsflächen durchsetzten immergrünen tropischen Laub-, Nebel– und Regenwäldern, gelegentlich auch aus ariden Baum- und Buschgesellschaften. Insgesamt sind die Überwinterungshabitate aber nur unzureichend erforscht.
Der Breitflügelbussard ist vor allem eine Art der Niederungen. In den Appalachen liegen jedoch viele Brutplätze in Mittelgebirgslagen bis etwa 1200 Meter über NHN. In den Überwinterungsgebieten scheint die Art größere Höhen zu bevorzugen; aus Mittelamerika und den Ostabdachungen der Anden liegen Beobachtungen aus 3000– in Einzelfällen sogar aus 4000 Metern über NHN vor.

### Territorialität und Raumbedarf
Der Breitflügelbussard errichtet während der Brutzeit ein Territorium, das er gegen Rotschulterbussard, Rotschwanzbussard und Hudsonweihe offenbar energischer verteidigt, als gegen andere Greifvögel, die er nur aus unmittelbarer Nestnähe zu vertreiben sucht. Krähen und andere Nesträuber attackiert er nachdrücklich, wird aber seinerseits heftig von Krähen gemobbt. Zum Raumbedarf existieren nur wenige Daten. In Minnesota und Wisconsin wurden 320 Hektar als minimale Größen von Brutterritorien erhoben, in den meisten Habitaten ist der Raumbedarf jedoch viel größer und liegt zwischen 2 km² in New York und 23,3 km² in Alberta. Der geringste bisher erhobene Abstand zwischen zwei beflogenen Nestern betrug etwa 1,5 km.
Bedeutend kleiner sind die Brutterritorien der Inselendemiten. Auf Puerto Rico betrug die Durchschnittsgröße nur 82,5 Hektar.

## Migration
Alle Breitflügelbussarde des Festlandes verlassen ihre Brutterritorien im Spätsommer und Herbst und kehren im Frühling zurück. Der Wegzug beginnt in der zweiten Augustdekade und erstreckt sich bis Anfang Oktober. Die überwiegende Mehrzahl verlässt jedoch in den letzten zwei Sommerwochen das Brutgebiet. Im Zugtrichter an der südtexanischen Golfküste werden in der letzten September- und ersten Oktoberwoche mit Tagesspitzen von mehr als 250.000 Individuen die meisten Durchzügler gezählt. Breitflügelbussarde sind Breitfrontzieher, die – abhängig von der geografischen Lage des Brutplatzes – in den südlichen Sektor abziehen. Regelmäßig werden Breitflügelbussarde westlich der Rocky Mountains und an der Pazifikküste beobachtet; es ist aber nicht bekannt, woher diese Vögel stammen. Nur wenige Wegzieher der Ostpopulationen wählen eine Zugroute über die Florida Keys und die Karibischen Inseln, um ins südamerikanische Überwinterungsgebiet zu gelangen.
Mitte bis Ende Februar verlassen die ersten Bussarde ihr Überwinterungsgebiet. Der Heimzug ist weniger auffällig und führt nicht zu so ausgeprägten Zugkonzentrationen wie der Wegzug. Die meisten Frühjahrszieher gelangen aber an der südtexanischen Engstelle wieder in die USA, wo der Durchzugsgipfel in der letzten März- und der ersten Aprilwoche erreicht wird. Die südlichsten Brutpopulationen haben frühestens Mitte März ihr Brutterritorium besetzt, die nordwestlichsten spätestens Ende Mai.
Breitflügelbussarde sind Tagzieher und vor allem Thermiksegler. Sie ziehen in sehr großen Gruppen, oft vergesellschaftet mit anderen Bussarden, vor allem aber mit dem Präriebussard. Die Zugdauer beträgt etwa 40 Tage, während der die am weitesten südwärts Ziehenden eine Distanz bis über 8000 km zurücklegen. Bei guten Bedingungen sind Tagesetappen von etwa 400 km möglich. Meist wird der Heimzug schneller als der Wegzug absolviert.

## Nahrung- und Nahrungserwerb

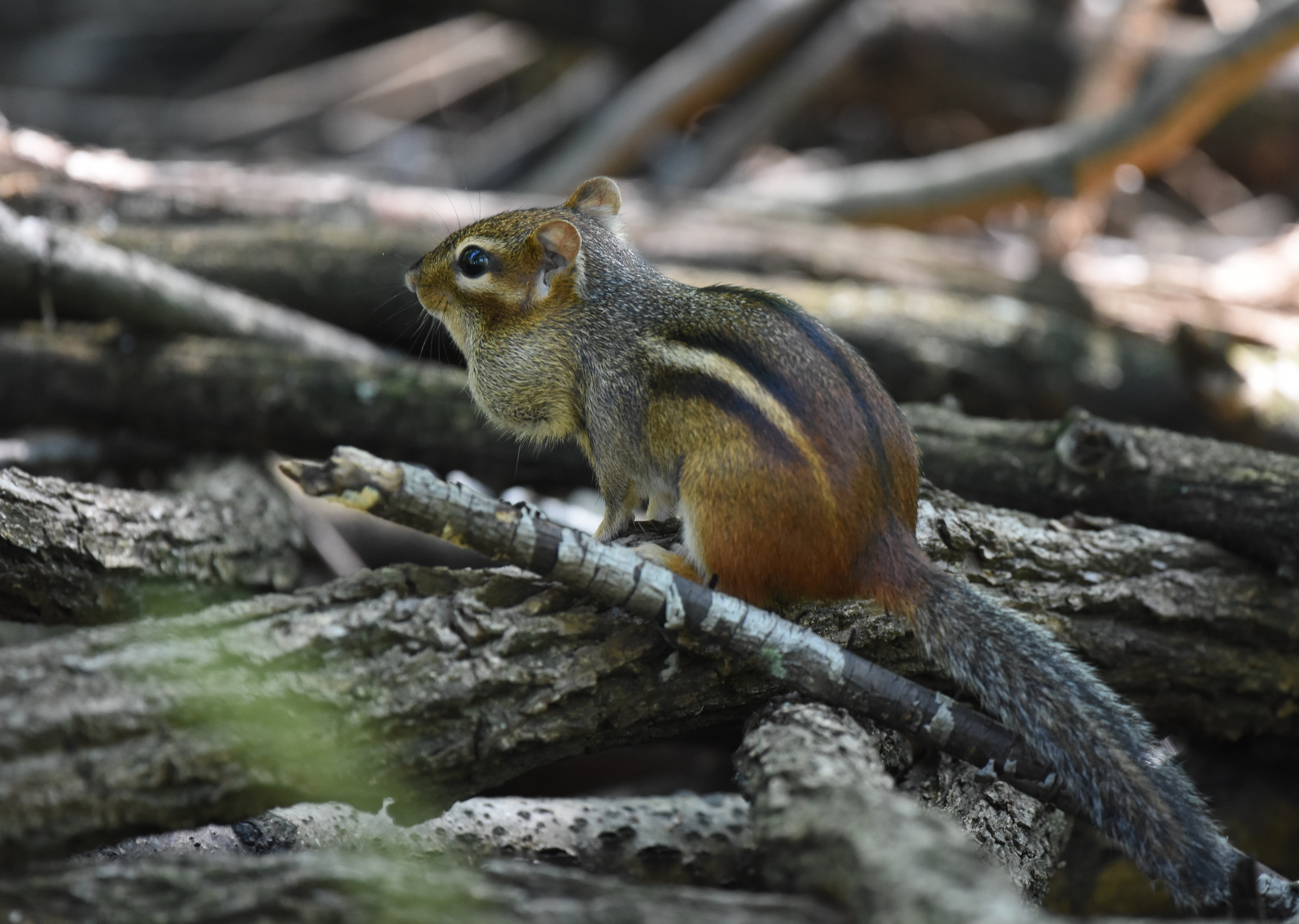
Das Streifen-Backenhörnchen ist ein häufiges Beutetier.

Der Breitflügelbussard ist ein Nahrungsgeneralist, für den jene Beutetiere zur Hauptnahrung werden, die am leichtesten verfügbar sind. Deshalb können sich langjährige Durchschnittswerte stark von regionalen und saisonalen Analysen unterscheiden. Je etwa 35 % der aufgenommenen Biomasse machen kleine Säugetiere (Nördliche Kurzschwanzspitzmaus, Streifen-Backenhörnchen, unterschiedliche Rötelmäuse, Wiesenwühlmaus) und Amphibien (Anaxyrus americanicus und verschiedene Froscharten) aus. Dahinter folgen in unterschiedlicher Verteilung Vögel, hauptsächlich Nestlinge vieler verschiedener Arten, aber auch adulte bis zur Größe eines Kragenhuhns, sowie Reptilien, bei den Festlandpopulationen vor allem Schlangen, bei den karibischen Unterarten vorwiegend unterschiedliche Arten von Echsen. Regelmäßig erbeutet B. platypterus Insekten, wobei er große Arten, wie Käfer der Gattungen Phyllophaga und Harpalus, Heuschrecken, Libellen oder große Schmetterlingsraupen bevorzugt. Die Insektennahrung schwankt saisonal sehr stark und ist schwer zu quantifizieren. Als Nestlingsnahrung scheinen Säugetiere und Vögel einen überproportional hohen Anteil an der Biomasse auszumachen.
Soweit bekannt ist die Nahrung der Inselendemiten zwar ähnlich, verschiebt sich aber zugunsten von Reptilien (mehrheitlich Echsen) und Vögeln. Bis auf unterschiedliche, dem jeweiligen Überwinterungsgebiet zugehörende Arten, entspricht die Zusammensetzung der Nahrungsanteile im Winterhalbjahr der des Sommerhalbjahrs.
Der Breitflügelbussard ist vor allem ein Ansitzjäger. Der überwiegende Teil seines täglichen Aktionsbudgets wird von dieser Jagdmethode eingenommen. Aus erhöhter Position (10 – 20 Meter über dem Erdboden), meist einem Seitenast in der Nähe des Kronenschlusses, beobachtet er gut versteckt ein relativ großes Areal. Säugetiere, Reptilien und Amphibien schlägt er nach einem fast lautlosen Gleitflug am Boden und tötet sie mit einem Nackenbiss. Diese Jagdmethode scheint sehr häufig zum Erfolg zu führen. In einer Untersuchung aus Missouri waren 67 % der Attacken erfolgreich. Die Mehrzahl der Vögel wird im Flug geschlagen oder im Nest überrascht. Reine Flugjagd wird selten ausgeübt (häufiger bei schwärmenden Insekten), auch Rütteln wurde selten beobachtet.

## Brutbiologie
Breitflügelbussarde werden mit einem Jahr geschlechtsreif, und einige (vor allem Männchen) brüten auch erstmals in diesem Alter. Bruten von zwei Jährlingen sind jedoch selten. Die Paarbindung endet meist nach der Brutzeit, doch wurden Wiederverpaarungen letztjähriger Partner beobachtet. Die Art brütet einmal im Jahr; nur bei sehr frühem Gelegeverlust kommt es (selten) zu einem reduzierten Zweitgelege. Die Paarbildung und der Nestbau beginnt unmittelbar nach Ankunft im Brutgebiet; Ende Februar/Anfang März auf den karibischen Inseln, frühestens im späten März in den südlichsten Brutgebieten des Festlandes, Mitte bis Ende April im Mittleren Westen, Anfang Mai an der nördlichen Ostküste und Ende Mai in den nordwestlichsten kanadischen Brutgebieten.

### Paarbildung, Neststandort und Nest
Neben dem Nestbau selbst sind unterschiedliche, auffällige Schauflüge Bestandteil der Paarbildung. Beide Partner kreisen über dem Neststandort, steigen dabei oft in so große Höhen auf, dass sie außer Sicht geraten. Im Sinkflug nähert sich das meist höher fliegende Männchen dem Weibchen, bis es fast zur Berührung kommt; beide kippen danach ab und trudeln spiralig abwärts. Diese Flugakrobatik ist begleitet von häufigen Rufen. Beobachtet wurden auch Futterübergaben des Männchens. Bei den häufigen Kopulationen, meist im Kronendach der Bäume, balanciert das Männchen mit halbgeöffneten Schwingen auf dem Weibchen; mit etwa einer Minute dauern sie vergleichsweise lange.
Das Nest wird in der Nähe, aber nicht in unmittelbarer Randlage zu Offenflächen gebaut; es liegt meist in der ersten Hauptgabelung unterschiedlicher Laub- oder Nadelbäume. Besonders oft werden Amerikanische Kastanie, Gelb-Birke, Amerikanische Weiß-Eiche und Amerikanische Zitterpappel, beziehungsweise Weymouth-Kiefer und Amerikanische Rot-Kiefer gewählt. Auf Puerto Rico ist das Hibiskusgewächs Thespesia grandiflora ein häufiger Nestträger. Die Durchschnittshöhen schwanken regional und liegen zwischen 8,2 und  14,8 Metern; ungewöhnliche Nesthöhen wurden mit minimal einem Meter und maximal 27 Metern festgestellt.
Beide Partner errichten das Nest, die Hauptarbeit liegt jedoch beim Weibchen. Es ist eine kompakte, stabile Konstruktion aus toten, vom Boden aufgelesenen Zweigen und grünen, abgebrochenen Ästchen. Es wird außen immer mit frischen Koniferenzweigen verkleidet und innen mit Rindenstückchen, Moos, Flechten, Vogelfedern und Tier- oder Pflanzenwolle ausgepolstert. Sowohl die Außen– als auch die Innenverkleidung werden während der gesamten Brut- und Nestlingszeit gewartet und erneuert. Das Nest ist vergleichsweise klein: Als durchschnittliche Außenmaße wurden 30 – 53 Zentimeter (Karibik: 18 – 79 Zentimeter) festgestellt; die Höhe lag zwischen 12 und 30 Zentimeter. Der Brutnapf maß bei einer Tiefe von 2 – 8 Zentimeter durchschnittlich 15 – 18 Zentimeter.
Die Wiederverwendung und Erneuerung eines alten arteigenen Nestes kommt vor, ebenso die Adaptierung von Nestern anderer Greifvögel oder Krähen.

### Gelege und Jungenaufzucht
Das Gelege besteht meist aus 3 – 4 auf matt cremeweißem Grund braun, manchmal auch leicht violett gesprenkelten Eiern mit den Maßen von durchschnittlich 49 × 39 Millimetern. Die Eier der Inselrassen sind etwas kleiner, die einiger Unterarten sind ungefleckt. Der Legeabstand beträgt 1 – 2 Tage, Brutbeginn ist nach dem ersten, bei großen Gelegen auch erst nach dem zweiten Ei. Es brütet fast ausschließlich das Weibchen; bei sehr heißen Außentemperaturen (über 30°) bleiben die Eier unbebrütet. Der Schlupf erfolgt nach 28 – 31 Tagen. Die Küken schlüpfen mit einem dichten, grauweißen Dunengefieder und offenen Augen; bei großen Gelegen kann der Entwicklungsunterschied zwischen dem Erstgeschlüpften und dem Letztgeschlüpften beträchtlich sein; Fratrizid kommt vor, ist aber sehr selten. Die Küken werden ausschließlich vom Weibchen gefüttert, das Männchen schafft für Junge und Weibchen die Nahrung herbei. Mit 8 Tagen können die Küken sitzen, ab dem 10. beginnen sie im Nest zu stehen. Wenn sie mit etwa 15 Tagen imstande sind, kleinere Beutetiere selbstständig zu zerlegen, beteiligt sich auch das Weibchen wieder an der Jagd. In der 5. – 6. Woche nach dem Schlupf verlassen die Jungvögel das Nest. Zu dieser Zeit haben die Steuerfedern und Schwingen noch nicht ihre endgültige Länge erreicht, die Fluggeschicklichkeit ist anfangs noch sehr limitiert. Die flüggen Jungvögel bleiben die ersten zwei Wochen nach dem Ausfliegen in Nestnähe und kehren auch gelegentlich ins Nest zurück. Erst danach beginnen sie selbständig zu jagen, werden aber meist noch weitere zwei Wochen von den Altvögeln betreut. Über Dismigration und Brutortstreue liegen keine Daten vor.

### Bruterfolg und Lebenserwartung

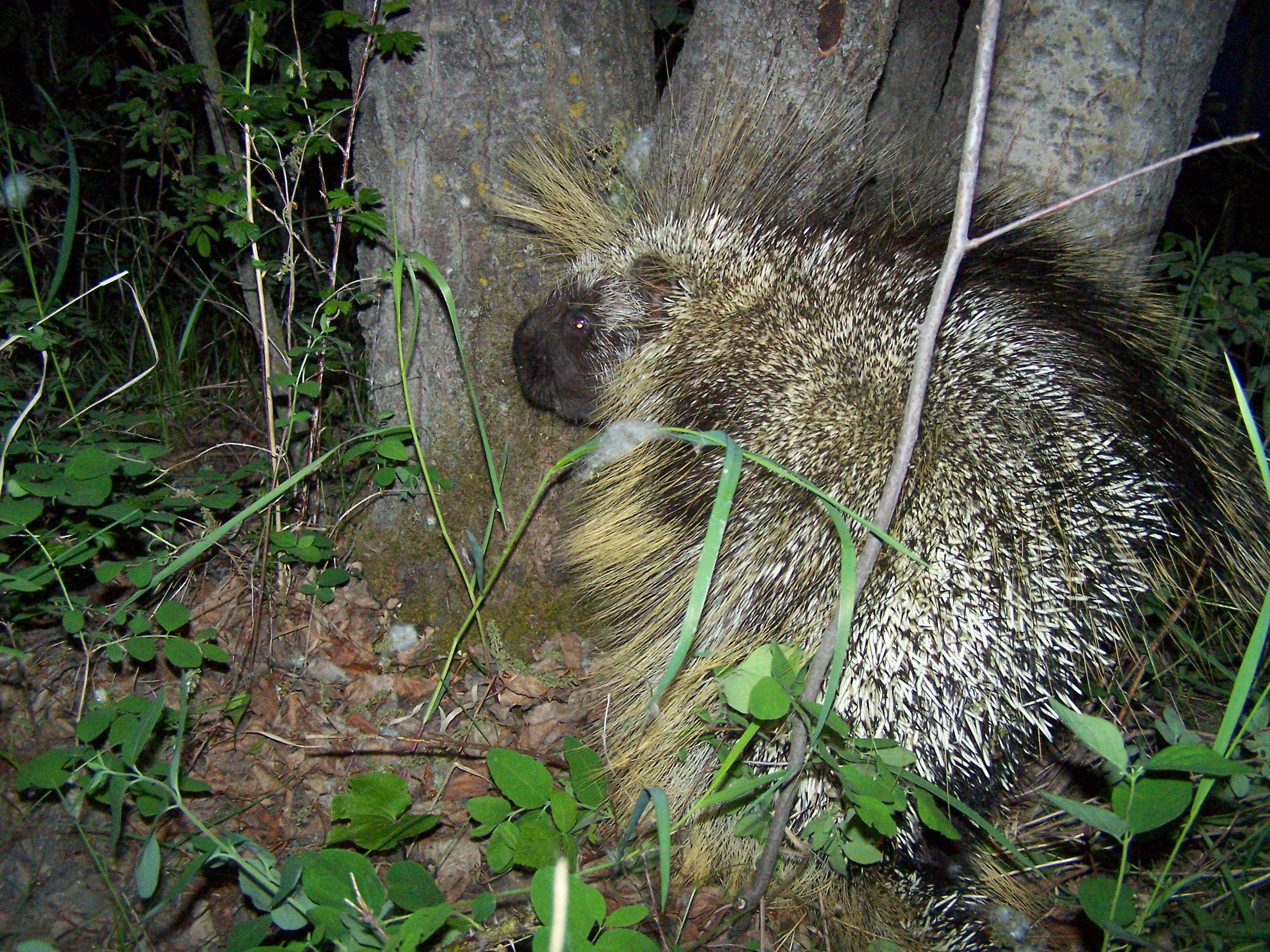
Dem Urson fallen viele Bruten zum Opfer

Die wenigen Untersuchungen zu diesem Parameter sind klein und wenig aussagekräftig. Tendenziell scheinen kleinere Gelege häufiger zumindest ein Junges zum Ausfliegen zu bringen, als große Gelege. Die Hauptgründe für vollkommene Brutverluste sind neben Schlechtwetter und Nahrungsmangel vor allem Prädation durch eine große Anzahl potenzieller Nesträuber (Urson, Fichtenmarder, Waschbären, Amerikanische Schwarzbären, Krähen, Eulen, vor allem Virginia-Uhu). Auf Puerto Rico gilt der Rotschwanzbussard als Hauptprädator. Zusätzlich erhöhen die Gefahren einer sehr langen Zugstrecke vor allem für Erstzieher das Risiko, das erste Lebensjahr nicht zu überleben. Wiedergefundene, nestjung beringte Vögel wiesen eine durchschnittliches Alter von nur 12 Monaten auf. In freier Wildbahn wurde ein, bereits als Adulter beringter Breitflügelbussard nach 14 Jahren und 4 Monaten wiedergefunden.

## Systematik
Die erste seriöse Nennung und Abbildung der Art erfolgte 1777 von John Frederick Miller. Der abgebildete Vogel, den Miller Falco fuscus nennt, zeigt einen immaturen Bussard, wahrscheinlich B. platypterus. Bezug nehmend auf Miller’s Abbildung erwähnen Johann Friedrich Gmelin 1788 und John Latham 1790 diese Art. 1812 beschreibt Alexander Wilson einen von ihm selbst nahe dem Schuylkill River in Pennsylvania gesammelten Breitflügelbussard als Falco pennsylvanicus. Wilson konnte sich – bereits bei sehr geschwächter Gesundheit – offenbar nicht mehr daran erinnern, dass er diesen Namen bereits an den Eckschwanzsperber (Accipiter striatus) vergeben hatte. Zwar fiel die Doppelbenennung seinem Freund und Nachlassverwalter George Ord auf und er schlug statt F. pennsylvanicus F. lineatus vor, doch blieb dies ein nomen nudum, da schon 1823 Louis Pierre Vieillot den gegenständlichen Balg detailliert beschrieben und Sparvius platypterus genannt hatte. Eine nachhaltige Auswirkung hatte dieses Taxon auf die Benennung der Art in der nordamerikanischen avifaunistischen Literatur jedoch nicht. Hier wurden in unterschiedlicher Folge Falco pennsylvanicus, F. latissimus, Buteo latissimus, vor allem aber B. pennsylvanicus verwendet. Das von Vieillot eingeführte Artepitheton platypterus scheint nur selten auf. 1901, in der 10. Ergänzung der Checklist der American Ornithological Society erscheint schließlich der bis heute gültige Name Buteo platypterus (Vieillot, 1823) (Stand Ende 2019). Sowohl der deutsche als auch der englische Trivialname entsprechen inhaltlich dem wissenschaftlichen Artepitheton (griech. πλατυς, platus = breit, und griech. -πτερος, -pteros = -geflügelt).
Die verwandtschaftlichen Beziehungen der Art sind noch nicht restlos geklärt. Es wird vermutet, dass B. platypterus ziemlich am Anfang der Radiation von Buteo gestanden ist. Er befindet sich relativ isoliert gemeinsam mit dem Zweibindenbussard und dem Rotschulterbussard, aber auch einigen Vertretern der Gattung Leucopternis in einer Klade. Eine Schwesterart wurde nicht festgestellt.
Mit Stand Ende 2019 werden sechs, weitgehend klar differenzierte Unterarten beschrieben, von denen 5 Inselendemiten mit sehr begrenztem Verbreitungsgebiet und geringer Individuenanzahl sind.

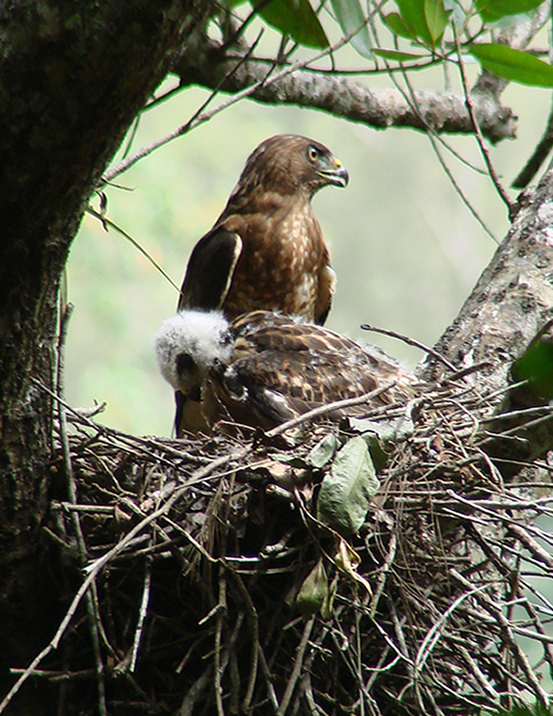
B. p. brunnescens: Altvogel und knapp dreiwöchiger Nestling

- Buteo platypterus platypterus (Vieillot, 1823): Beschreibung oben. Südzentrales, südwestliches und südöstliches Kanada und östliche, ostzentrale und südöstliche USA.
- B. p. cubanensis Burns, 1911: Kuba. Durchschnittlich etwas kleiner als B. p. platypterus; die Scheitelfedern sind leuchtender und breiter rotbraun gerandet; die Bänderung der Unterschenkel ist dunkler und dichter.
- B. p. brunnescens Danforth & Smyth, 1935: Puerto Rico. Wie B. p. cubanensis doch deutlich dunkler.
- B. p. insulicola Riley, 1908: Antigua. Wie das nominotypische Taxon doch etwas blasser und deutlich kleiner und leichter. Fast weiße, meist ungezeichnete Kehle, helle Brust- und Flankenstreifung.
- B. p. rivierei H. Verrill, 1905: Dominica, Martinique und St. Lucia. Etwas dunkler als B. p. insulicola, mit deutlich dunkel gestrichelter Kehle; nach B. p. insulicola die zweitkleinste Art.
- B. p. antillarum Clark, 1905: St. Vincent, Grenadinen, Grenada und Tobago. Größer als B. p. rivierei und etwas heller.[6][3]

## Bestand und Bedrohung
Das nordamerikanische Brutareal umfasst etwa 4,3 Mio km². Umfangreiche Aufforstungskampagnen haben vor allem im Nordosten der USA den Umfang potenziell geeigneter Habitate vergrößert, und der illegale Abschuss – eine der wesentlichsten bestandslimitierenden Faktoren vor allem im ausgehenden 19. Jh. und frühem 20. Jh. hat zwar nicht gänzlich aufgehört, spielt in den USA und in Kanada aber keine große Rolle mehr. Als vornehmliche Waldart ist dieser Bussard auch weniger von Kollisionen im Straßenverkehr und mit Windenergieanlagen betroffen, als Arten offener Landschaften. Für die ziehenden Populationen ist jedoch die Migration selbst mit großen Gefahren verbunden, vor allem, weil in vielen Regionen während der Passage und in den Winterquartieren selbst, illegaler Abschuss noch immer ein großes Gefährdungspotenzial darstellt. Globale Schätzungen des Gesamtbestandes beruhen auf Zählungen ziehender Breitflügelbussarde. An Beobachtungsstellen im Bundesstaat Veracruz an der mexikanischen Karibikküste wurden zwischen 1994 und 2002 jährlich durchschnittlich fast zwei Millionen durchziehende Breitflügelbussarde gezählt. In den Winterquartieren wirkt sich vor allem zunehmender Habitatsverlust durch Umwandlung von Waldgebieten in Weideflächen negativ auf den Gesamtbestand aus. Natürliche Verluste durch Krankheit, Schlechtwetter oder Prädation spielen in Bezug auf die Bestandsentwicklung keine Rolle. Seriöse quantitative Einschätzungen fehlen, doch scheint der Gesamtbestand der Festlandpopulationen abgesehen von natürlichen, vor allem durch das wechselnde Nahrungsangebot bedingten Schwankungen, stabil zu sein, oder sogar leicht zuzunehmen. Dementsprechend beurteilt die IUCN den Gesamtbestand von B. platypterus als ungefährdet (LC = Least Concern).
Leider fehlen auch für die Inselendemiten verlässliche Bestandszahlen. Sie reagieren auf Grund der von Haus aus kleinen Bestände und der fehlenden Ausweichmöglichkeiten auf negative Entwicklungen in ihrem Lebensraum besonders empfindlich. Über einen langen Zeitraum hinweg wurden auf den karibischen Inseln Waldgebiete gerodet und in Zuckerrohrplantagen oder Weideflächen umgewandelt. Dies hat den Bestand dieser Art und den anderer Waldbewohner drastisch reduziert. Auch illegaler Abschuss trug (und trägt) dazu bei, dass die Lage des Breitflügelbussards auf einigen karibischen Inseln kritisch ist. Bei einer intensiven Nachschau 1994 wurden auf Puerto Rico nur mehr 124 Individuen gezählt, die sich auf drei Brutgebiete verteilten. Wie sich diese Populationen seitdem entwickelt haben, und wie die Lage auf den anderen Inseln ist, ist unbekannt.
Positiv könnte sich neben dem Rückgang der illegalen Jagd, die Krise der Zuckerrohrindustrie auswirken, wodurch sich viele frühere Anbauflächen langsam wieder in Sekundärwälder umwandeln.